# 小谷じゅん
小谷じゅん（こたに じゅん）、は青森県弘前市出身の演歌歌手。本名、古川てつえ（こがわ てつえ）。

## 経歴
- 民謡歌手に弟子入りし、19歳で民謡民舞の名取となる。
- 1995年6月、日本コロムビアより「なさけ町しぐれ坂」で演歌歌手デビュー。
- 2010年10月じょんがら渡り鳥リリース。11月吉祥寺東急インにて、デビュー15周年記念ディナーショーを開催。
- 『月刊ミュージック☆スター』（2010年12月号）ユーズミュージック